# Бадняк
Бадняк — різдвяний персонаж східнослов'янської міфології. Його символ — «різдвяне поліно», пеньок з бородою чи гілка, що спалюються у Святвечір. Бадняк протистявляється Божичу, як старий рік новому. Він пов'язаний з образом змія у корені дерева. Спалювання Бадняка у кінці старого року символізує поразку змія (змій — втілення нижнього світу) вогнем, знаменує початок нового часового циклу.
Бадняк — дерево-тотем, що було носієм різних природних і господарських благ
Свято Бадняка — весняне свято, яке було своєрідним табу на винищення лісів, гаїв